# Type-exemplaar
Een type-exemplaar is een exemplaar van een dier of een deel van een dier dat dient als type, dus om een formele zoölogische naam te verankeren aan een taxon.
In de zoölogische nomenclatuur wordt de term informeel gebruikt. In de 3e (1985) en 4e editie (1999) van de ICZN wordt expliciet afstand genomen van deze term door te benadrukken dat het geen officiële term is. 